# Giacomo III di Cipro
Giacomo III di Cipro, noto anche come Giacomo III di Lusignano, detto il Postumo (in greco Ιάκωβος Γ' των Λουζινιάν?; in francese Jacques III de Lusignan le Posthume; Famagosta, 28 agosto 1473 – Famagosta, 26 agosto 1474), unico figlio del re Giacomo II e della regina Caterina Cornaro, fu re di Cipro, re titolare di Gerusalemme e pretendente al trono armeno di Cilicia dalla nascita, in quanto suo padre morì prima che venisse al mondo. Il suo regno si svolse sotto la reggenza della madre Caterina, ma durò meno di un anno a causa della sua misteriosa morte prematura.
Dopo la sua morte, Caterina stessa salì al trono come regina regnante e fu l'ultima sovrana del Regno di Cipro.

## Biografia

### Nascita e morte
Era l'unico figlio legittimo del re di Cipro Giacomo II di Lusignano e di Caterina Cornaro, nato un mese dopo la morte del padre. Morì in circostanze misteriose, probabilmente di febbri malariche. La sua improvvisa scomparsa aprì le porte al dominio della Repubblica di Venezia sull'isola. La giovane madre, designata a essere regina di Cipro, ne fu sconvolta, non trovò pace, faticò a rassegnarsi, tanto che qualcuno sostenne che si sarebbe «impicada de disperation». Succederà per quindici anni al figlioletto sul trono dell'isola, sotto stretta sorveglianza veneziana.
Con lui si estinse la dinastia dei Lusignano di Cipro e l'isola perse l'indipendenza. Fu sepolto, accanto al padre, nella cattedrale di Famagosta.

### Successione

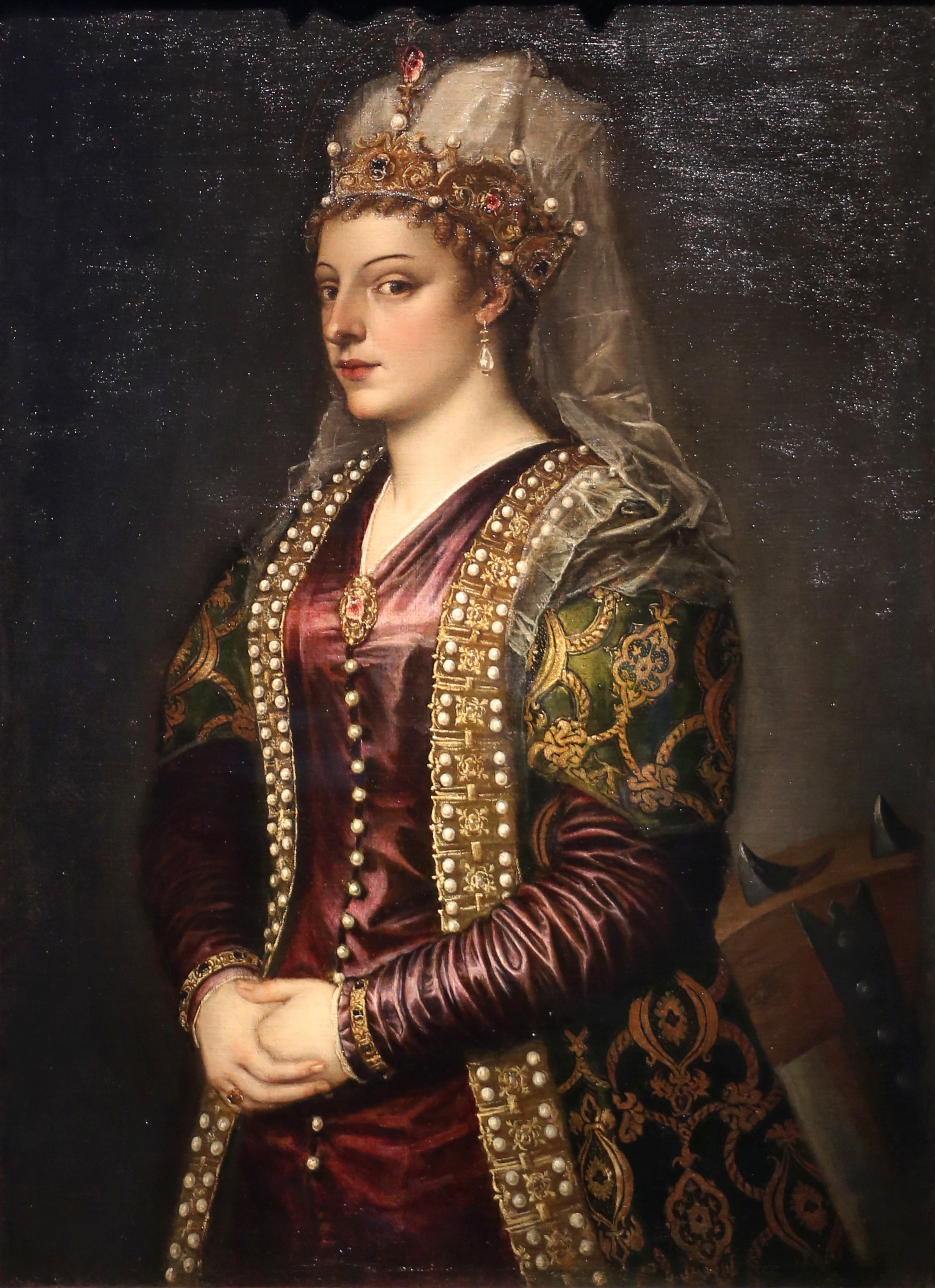
Ritratto di Caterina Cornaro di Tiziano, 1542, Galleria degli Uffizi, Firenze

La madre Caterina, già reggente, regnò formalmente per quindici anni dal 26 agosto 1474 al 26 febbraio 1489, giorno della sua abdicazione in favore di Venezia. Rientrò nella Serenissima, fu nominata dal doge signora di Asolo e morì il 10 luglio 1510 all'età di 56 anni.

## Ascendenza
|                          |                |                                 | Genitori                                      |  |  | Nonni |  |  | Bisnonni           |  |  | Trisnonni              |  |
|                          |                |                                 |                                               |  |  |       |  |  | Giano, re di Cipro |  |  | Giacomo I, re di Cipro |  |
|                          |                |                                 |                                               |  |  |       |  |  | Giano, re di Cipro |  |  | Giacomo I, re di Cipro |  |
|                          |                | Helvis di Brunswick-Grubenhagen |                                               |  |  |       |  |  | Giano, re di Cipro |  |  |                        |  |
| Giovanni II, re di Cipro |                |                                 |                                               |  |  |       |  |  | Giano, re di Cipro |  |  |                        |  |
|                          |                | Carlotta di Borbone             | Giovanni I di Borbone, conte di La Marche     |  |  |       |  |  |                    |  |  |                        |  |
|                          |                | Carlotta di Borbone             | Giovanni I di Borbone, conte di La Marche     |  |  |       |  |  |                    |  |  |                        |  |
|                          |                | Carlotta di Borbone             | Caterina, contessa di Vendôme                 |  |  |       |  |  |                    |  |  |                        |  |
| Giacomo II, re di Cipro  |                | Carlotta di Borbone             |                                               |  |  |       |  |  |                    |  |  |                        |  |
|                          |                | …                               | …                                             |  |  |       |  |  |                    |  |  |                        |  |
|                          |                | …                               | …                                             |  |  |       |  |  |                    |  |  |                        |  |
|                          |                | …                               | …                                             |  |  |       |  |  |                    |  |  |                        |  |
| Marietta di Patrasso     |                | …                               |                                               |  |  |       |  |  |                    |  |  |                        |  |
|                          |                | …                               | …                                             |  |  |       |  |  |                    |  |  |                        |  |
|                          |                | …                               | …                                             |  |  |       |  |  |                    |  |  |                        |  |
|                          |                | …                               | …                                             |  |  |       |  |  |                    |  |  |                        |  |
| Giacomo III, re di Cipro |                | …                               |                                               |  |  |       |  |  |                    |  |  |                        |  |
|                          | Giorgio Corner | Andrea Corner                   |                                               |  |  |       |  |  |                    |  |  |                        |  |
|                          | Giorgio Corner | Andrea Corner                   |                                               |  |  |       |  |  |                    |  |  |                        |  |
|                          | Giorgio Corner | Giustiniana Giustinian          |                                               |  |  |       |  |  |                    |  |  |                        |  |
| Marco Corner             | Giorgio Corner |                                 |                                               |  |  |       |  |  |                    |  |  |                        |  |
|                          |                | Caterina Giustinian             | Giustiniano Giustinian                        |  |  |       |  |  |                    |  |  |                        |  |
|                          |                | Caterina Giustinian             | Giustiniano Giustinian                        |  |  |       |  |  |                    |  |  |                        |  |
|                          |                | Caterina Giustinian             | …                                             |  |  |       |  |  |                    |  |  |                        |  |
| Caterina Corner          |                | Caterina Giustinian             |                                               |  |  |       |  |  |                    |  |  |                        |  |
|                          |                | Nicolò Crispo                   | Francesco I Crispo, duca di Nasso             |  |  |       |  |  |                    |  |  |                        |  |
|                          |                | Nicolò Crispo                   | Francesco I Crispo, duca di Nasso             |  |  |       |  |  |                    |  |  |                        |  |
|                          |                | Nicolò Crispo                   | Fiorenza Sanudo                               |  |  |       |  |  |                    |  |  |                        |  |
| Fiorenza Crispo          |                | Nicolò Crispo                   |                                               |  |  |       |  |  |                    |  |  |                        |  |
|                          |                | Valenza Comneno                 | Giovanni IV Comneno, imperatore di Trebisonda |  |  |       |  |  |                    |  |  |                        |  |
|                          |                | Valenza Comneno                 | Giovanni IV Comneno, imperatore di Trebisonda |  |  |       |  |  |                    |  |  |                        |  |
|                          |                | Valenza Comneno                 | Principessa Bagrationi                        |  |  |       |  |  |                    |  |  |                        |  |
|                          |                | Valenza Comneno                 |                                               |  |  |       |  |  |                    |  |  |                        |  |